# Can Cabot (urbanització)
Can Cabot és una entitat de població al municipi d'Argentona, a la comarca del Maresme. L'any 2007 tenia 200 habitants La urbanització situada ambdues vessants respecte a la carretera d'Òrrius va ser erigida l'any 1963.
Situada al nord-oest del terme municipal, en una zona muntanyosa i boscosa, està limitada per la Riera de Clarà, al sud i al nord per la carena de Riudemeia que la limita amb la urbanització de les Ginesteres. La urbanització està travessada per la carretera d'Argentona a Òrrius i la Roca (BV-5106) de llevant a ponent i de nord a sud per un torrent que mor a la Riera del Clarà.
El pla parcial que donà origen a la urbanització data de 1963 (essent aprovat definitivament el 10 de maig de 1965 per la Comisión de Urbanismo y arquitectura de Barcelona). El pla fou redactat per l'arquitecte Manel Brullet Monmany, essent els promotors Núria Plandolit Valls, José Molist Teixidó, Victor Truco Catalá i Antonio Sanclement Alcalá. Es preveien un total de 164 habitatges aïllats en una superfície de 220.665 m².
La urbanització presenta dues zones ben diferenciades: La part més extensa d'unes 23,19 hectàrees que compren tota la zona nord de la carretera i una part de la zona inferior completament parcel·lada (179 parcel·les) i una zona menor de 3,44 hectàrees situada a tocar de la masia de Can Cabot i la riera de Clarà pendent de desenvolupar.
L'any 1989 es constituí l'Entitat Urbanística de Conservació de Can Cabot amb la finalitat d'acabar les obres d'urbanització de la zona consolidada.